# Oh ! les nains
 (janvier 2024).
Si vous disposez d'ouvrages ou d'articles de référence ou si vous connaissez des sites web de qualité traitant du thème abordé ici, merci de compléter l'article en donnant les références utiles à sa vérifiabilité et en les liant à la section « Notes et références ».
Oh ! les nains est un jeu de cartes mettant en scène des nains de jardin tirant à la corde créé par l'auteur de jeux de société français Philippe des Pallières et initialement publié en 1999 en France par Asmodée.
Il permet de faire jouer 2 ou 4 joueurs par équipes de deux, pour des parties variant de 5 à 10 minutes environ.

## Principe
Le jeu contient un petit plateau avec une barrière au milieu et une plaque coulissante figurant une corde, cette corde passant de part et d'autre de la barrière. Des pions de quatre couleurs (rouge, bleu, jaune, vert) peuvent être placés de chaque côté de la barrière (chaque équipe a un côté). Le but du jeu est de permettre aux nains de son équipe de tirer à la corde suffisamment pour que les nains de l'autre équipe passent à travers la barrière.
Pour déterminer plus facilement l'efficacité du tirage de corde, la corde est virtuellement divisée en cases. Les nains pourront ainsi par exemple tirer de 1, 2, 3 cases ou plus.

## Cartes
Le jeu comprend trois types de cartes :
- Les cartes pour poser des nains : Un nouveau nain de la couleur définie sur la carte est posé en jeu. En contrepartie, pendant que le nain s'installe à son poste, l'adversaire tire de deux cases. Si le nain dessiné sur la carte est multicolore, le joueur choisit la couleur de son nouveau nainnain.
- Les cartes de modification de la force des nains : Chaque nain tire à la base de une case par tour. Ces cartes introduisent des modificateurs, permettant aux nains d'une couleur donnée (quel que soit leur camp) de tirer de deux cases, et/ou d'aucune case. De même, si le nain dessiné est multicolore, le joueur décide de la couleur qu'il choisit pour affecter son bonus/malus.
- Les cartes d'écureuil : des écureuils viennent aider les nains de votre équipe. Vous tirez d'une, deux, ou trois cartes selon le cas

## Règle du jeu

### Début
A la distribution, chaque joueur reçoit cinq cartes. Au vu de ses cartes, le joueur choisit en secret un nain d'une certaine couleur, puis les joueurs posent leur nain de leur côté de la barrière, le plus loin possible de celle-ci. Par exemple, si un joueur regarde ses cartes et remarque qu'une majorité de celles-ci désavantagent les nains verts, il est évident qu'il posera une autre couleur.
Puis c'est le joueur le plus petit, et en cas d'égalité le plus barbu, qui commence.
Dans le jeu à quatre, chaque équipe de nains est gérée par deux joueurs qui jouent alternativement.

### Déroulement
Chaque joueur à son tour joue une carte. Il peut :
- Jouer un écureuil, auquel cas on tire simplement du nombre de cases correspondant.
- Jouer une carte pour modifier la force des nains, auquel cas on ajoute la force des nains après modification, de chaque côté de la barrière. Le score le plus élevé l'emporte et tire d'un nombre de cases égal à la différence. (Un nain non modifié a une force de 1)
- Poser un nain, auquel cas l'adversaire tire de deux cases

Règle du contre : Quand un joueur pose un nain, le joueur suivant peut contrer en jouant une carte permettant de poser un nain de la même couleur (Un nain multicolore peut contrer n'importe quoi, mais un nain multicolore défini comme étant jaune, par exemple, peut être contré par un simple nain jaune). Si le nain est contré de cette manière, les deux cases sont conservées mais le nain n'est pas posé.
Le joueur suivant (c'est-à-dire le joueur initial ou son équipier selon le cas), peut à nouveau contrer, auquel cas deux nains de la couleur sont posés d'un coup, et le joueur encore après peut lui aussi à nouveau contrer auquel cas les deux nains, non seulement ne sont pas posés, mais sont même donnés à l'adversaire, qui garde quand même le bénéfice de ses deux cases tirées.
On ne peut pas à nouveau contrer, ce qui fait au maximum des séquances de quatre cartes d'affilée, mais on peut cependant à nouveau poser le même nain de manière naturelle
On n'est jamais obligé de contrer. On peut choisir soi-même de poser un nain à la place.
Exemple :
Le joueur adverse pose un nain vert. Vous avez une carte de nain vert et une carte de nain rouge en main. Vous pouvez choisir soit de contrer le nain vert, soit de vous-même poser un nain vert, soit de poser un nain rouge.
Si le joueur ne veut pas jouer de carte qu'il a en main (typiquement si l'ensemble des cartes qui lui restent jouent en sa défaveur), il peut se défausser de ses cartes en main et en repiocher autant. L'adversaire tire alors de une case
Si le joueur joue sa dernière carte, il repioche cinq cartes
Ainsi il est parfois avantageux de jouer en sa propre défaveur. Par exemple s'il vous reste une carte qui permet à l'adversaire de tirer d'une case, il vaut mieux la jouer pour ainsi se refaire une main pleine que la défausser, puisque l'adversaire tirera de toute façon d'une case. Si votre carte permet à l'adversaire de tirer de deux cases ou plus, ça devient une question de choix entre donner un gros avantage à l'adversaire et se refaire une main, ou minimiser les dégâts et garder une petite main, peu variée, et donc potentiellement encore plus désastreuse.

### Fin du jeu
Le jeu se termine quand le nain le plus avancé d'une équipe se cogne contre la barrière. L'autre équipe est déclarée vainqueur. Il est d'usage que le perdant commence la partie suivante.

## Ambiance et intérêt
Le jeu a une ambiance sympathique avec des cartes aux dessins agréables représentant des nains en train de comparer leurs biceps, de faire la sieste, ou d'en attacher d'autres pour les empêcher de jouer. Il a pour intérêt principal d'être très rapidement joué, ce qui en fait un jeu idéal quand on a peu de temps, et qu'on veut juste faire une partie vite fait. Cependant, son côté assez enfantin ainsi que la place relativement importante laissée au hasard font que, pour des parties plus longues, il pourrait vite lasser.